# Авиационные средства связи
Авиационные средства связи — бортовые и наземные радиотехнические (электронные) средства передачи информации и их системы, применительно непосредственно к летательным аппаратам — самолётам и вертолётам.

## Понятия и определения
Назначение и классификация средств авиационной связи
Согласно выполняемым задачам, средства связи классифицируются на:
- бортовые радиосредства внешней связи с наземными (надводными) объектами и воздушными судами (радиостанции, радиоприёмники и радиопередатчики ближней и дальней связи)
- средства аварийной радиосвязи (радиостанции и радиомаяки)
- средства внутрисамолетной телефонной связи (СПУ) и громкоговорящей связи (СГУ), а также средства трансляции
- средства уплотнения сигнала и кодирования/декодирования информации (засекречивающая аппаратура связи)
- средства документирования связи (записывающие устройства, буквопечатающие аппараты и др)
- средства автоматизации радиосвязи, включая вычислительные средства систем связи (БЦВМ)

По принятой в СССР и РФ системе, все средства радиосвязи, разрабатываемые для вооружённых сил, делились по сериям:
- Р-1хх — средства радиосвязи сухопутных войск (общевойсковые)
- Р-2хх — …
- Р-3хх — средства связи специального назначения, устройства радиоразведки и радиоподавления.
- Р-4хх — средства радиорелейной и спутниковой связи
- Р-5хх — средства ЗАС
- Р-6хх — средства связи для ВМФ
- Р-7хх — средства радиоразведки, радиоподавления, радиорелейной и спутниковой радиосвязи, комплексы связи ВМФ
- Р-8хх — средства радиосвязи для ВВС
- Р-9хх — средства радиоразведки, радиоподавления, радиоузлы ВВС;

где буква «Р» обозначает радиоволны, затем идёт трёхзначный цифровой шифр изделия. Как видно из списка, конкретно для авиационной техники предназначены изделия, начинающиеся на цифру «8». В то-же время авиационные станции применялись и применяются не только на воздушных судах военного и гражданского назначения, но и на наземных стационарных и подвижных объектах, а также на морских и речных судах.
Все бортовые радиостанции делятся на командные и связные.
Командные радиостанции предназначены для управления и организации взаимодействия ВС при взлёте и посадке, при полётах в боевых порядках и обменом информацией  с другими родами войск. Это, как правило, радиостанции ультракоротковолнового диапазона (УКВ), с дальностью связи от нескольких десятков до нескольких сотен километров.
Связные радиостанции предназначены для ведения радиосвязи по маршруту полёта. Эти радиостанции работают в диапазоне коротких волн (КВ) или средних волн (СВ). Дальность действия связной радиостанции должна быть не менее предельной дальности полёта летательного аппарата и составляет несколько тысяч километров. Связные станции могут работать как в режиме телефона (ТЛФ), так и в телеграфном режиме (ТЛГ). При передаче в телеграфном режиме используются различного вида клавиатуры ввода информации (печатающие устройства), в то же время на некоторых типах ВС в качестве резерва связи всё ещё используются телеграфные ключи.
Первоначально все самолетные радиостанции устанавливались на рабочих местах в кабине экипажа и имели непосредственное (местное) управление работой. В дальнейшем радиостанции стали иметь блочно-модульную конструкцию и устанавливаться в различных отсеках самолёта, а для управления ими в кабине стали устанавливать щитки и панели дистанционного управления.
Самолётные радиостанции должны обеспечивать беспоисковое и бесподстроечное вхождение в связь, путем выполнения лётчиком (оператором) простейших операций. Обеспечение беспоисковой и бесподстроечной связи возможно только при высокой стабильности частотных характеристик, поэтому к бортовым авиационным радиостанциям предъявляются высокие требования обеспечения стабильности частоты.
На лёгких летательных аппаратах с относительно небольшим радиусом действия КВ-радиостанции не устанавливают.
Электрическое питание ламповых радиостанций было невозможно организовать напрямую от бортовой сети самолёта напряжением постоянного тока 27 вольт, поэтому много лет достаточно широко на борту ВС использовались умформеры — электромеханические преобразователи (мотор-генераторы), которые выдавали переменные напряжения в несколько сотен вольт. С появлением на борту ВС широко разветвлённой сети переменного тока 115/208 вольт надобность в мощных электромашинных преобразователях постепенно отпала. 
Антенные устройства радиосвязи.
Первоначально в качестве антенн дальней связи применялись выпускаемые в поток воздуха и тянущиеся за самолётом тросовые антенны, длина которых была кратна длине волны при текущем сеансе связи.
Затем стали применять тросовые антенны, натянутые между выступающими элементами конструкции самолёта.
В современной авиации для УКВ-связи применяются штыревые антенны, с ростом скоростей полёта самолётов стали использовать т.н. «ножевые» или «лопастные» антенны в виде наклонной пластины, ориентированной по потоку. Такая антенна обычно имеет наклон около 60°. Чаще всего они представляют собой симметричные полуволновые или несимметричные четвертьволновые вибраторы.
Бортовые антенны КВ-связи могут быть тросовыми (проволочными) или штыревыми. На скоростных самолётах тросовые антенны не используют. Штыревая КВ антенна верхнего ёмкостного питания обычно расположена в верхнем обтекателе киля и ориентируется параллельно продольной оси самолёта.
Средства внутренней связи. Самолётные переговорные устройства СПУ предназначены для связи членов экипажа меж собой, для выхода на внешнюю связь через связные и командные радиостанции, для прослушивания голосовых команд и подсказок с речевого информатора, а также для вывода на приём сигналов радиокомпаса, радиомаяков и других информационных источников (где это предусмотрено). Самолётное громкоговорящее устройство СГУ предназначено для обеспечения двусторонней связи между кабиной экипажа и пассажирским салоном (между пилотом и бортпроводником) и для оповещения пассажиров.

## История

Радиоприёмник УС (УС-1)], тридцатые годы 20-го века

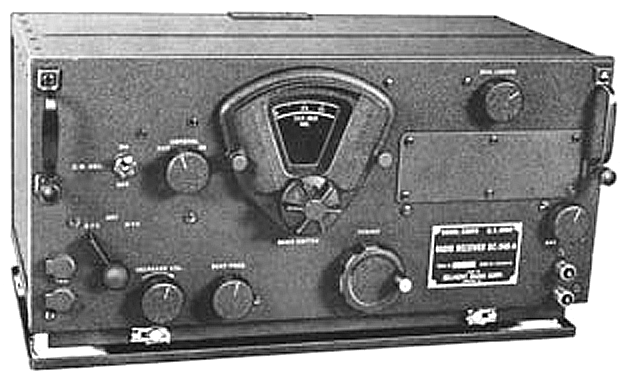
Американский бортовой авиационный радиоприёмник BC-348, в СССР производился под наименованием УС-9

Первые устройства для радиоприёма и радиопередачи в отечественной авиации стали устанавливать на борту самолётов начиная с середины 20-х годов прошлого века. Так, на самолёте ТБ-1 (в серии с 1929 года) уже применялись коротковолновая приемо-передающая телеграфно-телефонная станция для связи с аэродромными радиостанциями на больших расстояниях и станция для прима сигналов радиомаяков. На самолёты-истребители радиопередающие устройства стали устанавливать позднее: так, первоначально самолёт И-16 не имел средств радиосвязи, но уже с 1940 года на эти самолёты стали устанавливать радиоприемники, а затем предусмотрели место и для монтажа радиопередатчика (с возможностью установки в эксплуатации, по мере поступления радиопередатчиков от промышленности).
В результате проводившихся накануне второй мировой войны реформ, в 1938 году в ВВС Красной Армии создаётся инженерная авиационная служба (ИАС) по спецоборудованию. Под термином спецоборудование тогда понималось бортовое приборное оборудование, навигационное оборудование, радиооборудование и система электроснабжения.
В послевоенные годы происходит интенсивное развитие самолётов, двигателей и их систем. Это потребовало в 50-х годах официального разделения специальности «Спецоборудование» на «Радиоэлектронное оборудование» (РЭО) и «Авиационное оборудование» (АО), и создания соответствующих структур в частях и подразделениях ВВС.
В свою очередь, всё радиоэлектронное оборудование летательных аппаратов разделяют на несколько категорий по специализации применения: радиолокационное оборудование (РЛО), радионавигационное оборудование (РНО), радиосвязное оборудование (РСО) и некоторые другие категории.

## Диапазоны частот
В гражданской авиации используются следующие диапазоны радиочастот: 2-30 МГц — для дальней связи (на расстояниях до 3000 км); 118-137 МГц — основной, для оперативной связи в пределах прямой радиовидимости; 1530-1670 МГц — для связи через ИСЗ; 325-530 кГц — для связи в полярных и приполярных районах при нарушении связи в диапазоне 2-30 МГц; 121,5 и 243 МГц — для подачи сигналов бедствия. В военной авиации используются диапазоны 220-400 и 960-1200 МГц (для ближней оперативной связи), 10—30 кГц (для связи с подводными лодками) и др.

## Примеры устройств связи в авиации
- 14СК — одна из первых серийных бортовых авиационных радиостанций в СССР, производилась с 1931 года. Рация работала на выпускную тросовую антенну длиной 12 метров в диапазоне частот 3,3÷4,6 МГц, обеспечивая связь с наземными радиостанциями в ТЛГ режиме – до 100 км, в ТЛФ режиме — до 50 км.
- РСИ-3 (-4) — радиостанция самолёта-истребителя, основная бортовая рация в годы ВОВ на манёвренных самолётах
- РСБ — радиостанция бомбардировщика, основная бортовая рация в годы ВОВ на маломанёвренных самолётах
- РСИУ-3 (-4, −5) — серия советских авиационных бортовых командных УКВ-АМ радиостанций

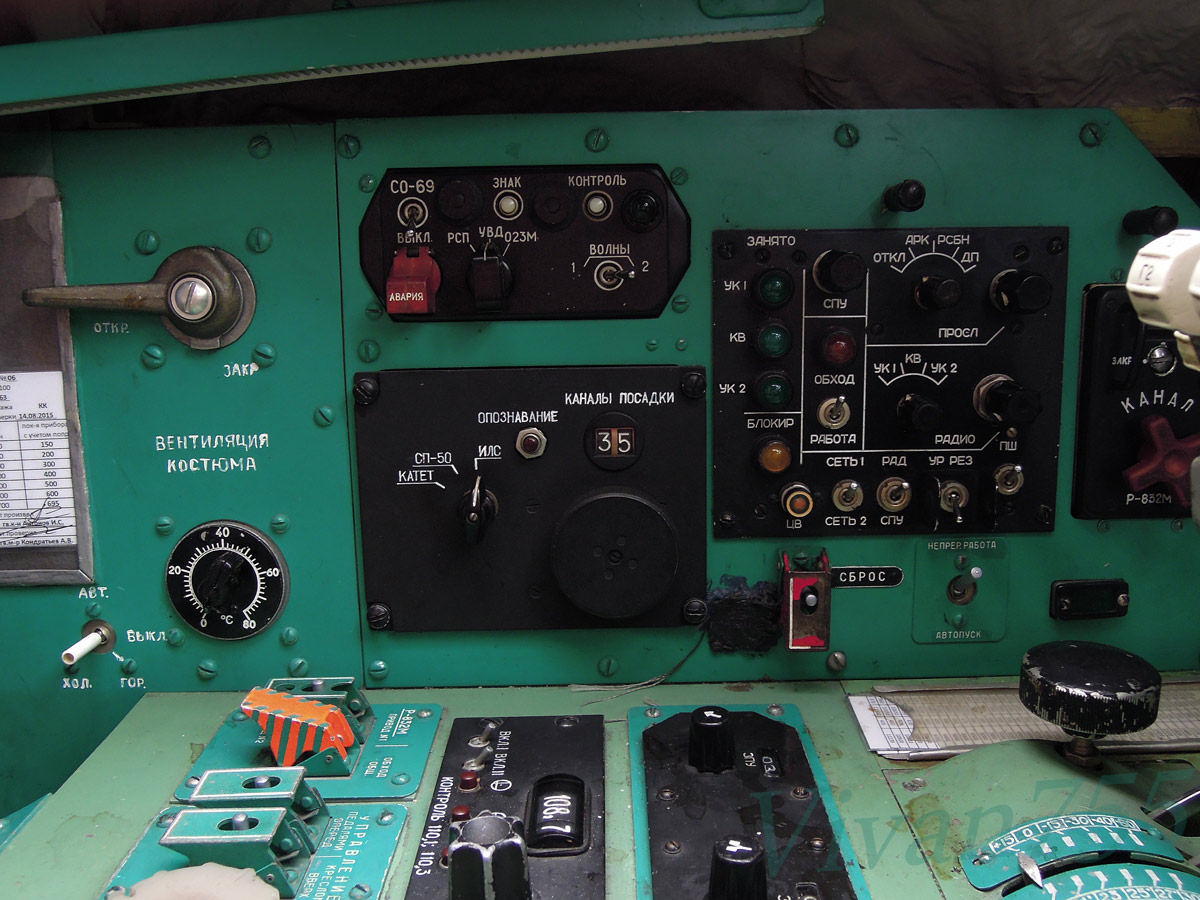
Абонентский аппарат СПУ (справа) командира корабля самолёта Ту-95МС, Ту-142МК

- Р-803 — бортовая командная УКВ радиостанция диапазона 220,0 — 390,0 МГц
- Р-837 — связной бортовой КВ передатчик диапазона 3 — 24 МГц
- Р-876 — бортовой радиоприёмник КВ-диапазона
- Р-838 — серия стационарных, возимых и переносных раций для аэродромных служб
- Р-861 — аварийная авиационная радиостанция для связи экипажа с поисковыми командами
- Р-099 — бортовая аппаратура телекодовой связи
- МС-61 — магнитный самописец (магнитофон) для документирования речевой и звуковой информации. Выпускался в наземном (МС-61Н) и бортовом (МС-61Б) вариантах.
- СПУ — самолётное переговорное устройство, в разных вариантах исполнения (СПУ-3, СПУ-7, СПУ-10, СПУ-14 и т. п.)
- ТИП-1Б2 — бортовой комплекс связи самолёта Ан-124-100